# Niclas Füllkrug
Niclas Füllkrug (* 9. února 1993 Hannover) je německý profesionální fotbalista, který hraje na pozici útočníka za anglický klub West Ham United FC a za německý národní tým.

## Klubová kariéra

### Werder Brémy
Füllkrug je odchovancem Werderu Brémy. V A-týmu debutoval v lednu 2012 a svou první branku v německé nejvyšší soutěži vstřelil 24. března 2012 při remíze 1:1 s Augsburgem. V Bundeslize pravidelně nastupoval jako střídající hráč až do prosince 2012, pak si však poškodil chrupavku a kvůli zranění musel vynechat zbylou část sezóny 2012/13.

#### Greuther Fürth (hostování)
V sezoně 2013/14 hostoval v druholigovém Greutheru Fürth. V druhé nejvyšší německé soutěži patřil ke klíčovým hráčům týmu a 6 brankami ve 22 zápasech pomohl klubu k postupu do play-off.

### Norimberk
V létě 2014 přestoupil do prvoligového Norimberku a během dvou sezón v klubu odehrál 59 soutěžních zápasů, ve kterých vstřelil 18 branek.

### Hannover 96
Jeho výkony v Norimberku mu v roce 2016 vynesly přestup do Hannoveru 96. S Hannoverem postoupil ve své první sezóny zpátky do Bundesligy a v sezóně 2017/18 patřil k nejlepším ligovým střelcům, když vstřelil 14 branek. Celkem v dresu Hannoveru odehrál během tří sezón 80 soutěžních utkání, v nichž zaznamenal 24 branek.

### Werder Brémy (návrat)
V létě 2019 se Füllkrug navrátil zpátky do Werderu Brémy. V prvních čtyřech ligových zápasech se dvakrát střelecky prosadil, následně si však přetrhnul zkřížený vaz v koleni a byl až do června 2020 mimo hru. Kvůli zranění tak ve své první sezóně po návratu odehrál jen 8 ligových zápasů a často chyběl i v následující sezóně, ve které Brémy sestoupili do 2. ligy.
V sezóně 2021/22 už Füllkrug patřil ke klíčovým hráčům Werderu, s 19 brankami se stal čtvrtým nejlepším střelcem 2. Bundesligy a pomohl Brémám k postupu zpátky do nejvyšší soutěže.
Na začátku sezóny 2022/23 vstřelil ve 14 zápasech 10 gólů, což přimělo trenéra německé reprezentace Hansiho Flicka, aby ho povolal na listopadové mistrovství světa. Nakonec se mu v této sezóně podařilo vstřelit 16 gólů a společně s Christopherem Nkunkuem se stal nejlepším střelcem celé soutěže.

### Borussia Dortmund
V srpnu 2023 přestoupil Füllkrug do Borussie Dortmund za částku okolo 13 milionů eur.

## Reprezentační kariéra
V listopadu 2022 byl Füllkrug povolán do německé reprezentace na mistrovství světa do Kataru. V přátelském utkání proti Ománu debutoval jako střídající hráč a vstřelil gól. Stal se tak, ve věku 29 let a 280 dní, nejstarším hráčem, který debutoval za německou reprezentaci od roku 2002, kdy se svého debutu ve věku 33 let a 253 dní dočkal Martin Max.
Na mistrovství světa debutoval 23. listopadu, když jako střídající hráč nastoupil do utkání proti Japonsku. O čtyři dny později se prosadil při remíze 1:1 proti Španělsku. 1. prosince vstřelil gól při výhře 4:2 nad Kostarikou. Němci však skončili ve skupině E na třetí, nepostupové, příčce za Španělskem a Japonskem, a to kvůli horšímu skóre.